# Houtzdale, Pennsylvania
Houtzdale là một thị trấn thuộc quận Clearfield, tiểu bang Pennsylvania, Hoa Kỳ. Năm 2010, dân số của thị trấn này là 797 người.